# Frederick Hovey
Frederick Howard Hovey (Newton Centre, 7 ottobre 1868 – Miami, 18 ottobre 1945) è stato un tennista statunitense.

## Carriera
Agli U.S. Championships trionfò nel 1895 (ma perse tre finali) e nel 1893 e 1894 in doppio.
È entrato a far parte della International Tennis Hall of Fame nel 1974.

## Finali del Grande Slam

### Vinte (1)
| Anno | Torneo             | Avversario in finale | Risultato     |
| 1895 | U.S. Championships | Robert Wrenn         | 6-3, 6-2, 6-4 |

### Perse (3)
| Anno | Torneo                 | Avversario in finale | Risultato               |
| 1892 | U.S. Championships (1) | Oliver Campbell      | 5-7, 6-3, 3-6, 5-7      |
| 1893 | U.S. Championships (2) | Robert Wrenn         | 4-6, 6-3, 4-6, 4-6      |
| 1896 | U.S. Championships (3) | Robert Wrenn         | 5-7, 6-3, 0-6, 6-1, 1-6 |